# Sisarahili Oyo
Sisarahili Oyo is een bestuurslaag in het regentschap Nias Selatan van de provincie Noord-Sumatra, Indonesië. Sisarahili Oyo telt 598 inwoners (volkstelling 2010).